# Alfie Deyes
Alfred Sidney Deyes (Enfield, Inglaterra; 17 de septiembre de 1993) es un vloguero y escritor británico. El 4 de septiembre de 2014 lanzó su primer libro, The Pointless Book. Desde 2014 ha sacado al mercado tres libros de la serie The Pointless Book y una autobiografía.

## Trayectoria

### Youtube
Deyes comenzó su canal de Youtube PointlessBlog en 2009. En noviembre de 2019, su canal principal se llama Alfie Deyes y cuenta con 5,07 millones de suscriptores y más de 500 millones de visualizaciones en Youtube. Por otra parte, su canal de vlogs, llamado Alfie Deyes Vlogs atesora la cifra de 3,85 millones de suscriptores y más de un billón de visualizaciones. Por último, su canal de videojuegos permanece bajo el nombre de PointlessBlogGames y cuenta con 1,7 millones de suscriptores y más de 214 millones de visualizaciones. Además, al youtuber le respaldan más de 5 millones de seguidores en Twitter y más de 4 millones en Instagram. Sus cuentas en ambas redes sociales han tomado el nombre de @alfiedeyes. El joven youtuber fue nombrado por Yahoo! News como uno de los “12 emprendedores de internet que deberías seguir” en diciembre de 2013, y fue portada de la edición de enero de 2014 de la revista Company como parte de la “Generación Youtube”
Deyes ha colaborado con gran número de otros youtubers; incluyendo a Tanya Burr, Louis Cole, Louise Pentland, Grace Helbig, Tyler Oakley, Troye Sivan, Miranda Sings, Joe Sugg, Zoe Sugg y Jim Chapman. Además, publicó un par de videos con Ariana Grande para la plataforma “You Generation” de Youtube. También participó en 2014 junto con otros Youtubers en el talk-show de Style Haul, “The Crew”, descrito por la web adolescente Sugarscape.com como «la versión masculina de Loose Women pero bastante más inocente».
En 2013, Deyes fue miembro del canal de "Guinness World Records OMG!" (GWRomg) y batió algunos récords mundiales, como el de “más pulseras puestas por dos personas en 30 segundos” junto al youtuber Marcus Butler (en 2014 se lo arrebataron) y el de “más confeti lanzado en 30 segundos” con 29 lanzadores de confeti, derrotando el récord previo de 1. El youtuber sería superado en octubre de 2013 por Ashrita Furman. Por último, batió el récord de “más tortitas rellenadas en un minuto”. Lo hizo con plátano y chocolate y en total rellenó 7.
Deyes fue incluido en 2015 en la lista Debrett’s 500, como uno de los británicos más influyentes en la categoría de nuevos medios de comunicación.

### Obras publicadas
Deyes firmó un contrato con Blink Publishing en 2014 con su primer libro The Pointless Book, que apareció en septiembre de ese mismo año. El libro es parte diario, parte libro de actividades e incluye acceso a una aplicación gratuita e integración con redes sociales. Ha sido comparado de manera poco favorable con el libro de Keri Smith, Destroza este diario (2007), que contenía algunas ideas parecidas. El columnista Rhik Samader se pronunció acerca de él en The Guardian: «Es un poco como las hojas de actividades que se les da a los niños en los museos y los aviones para mantenerlos entretenidos. La mayoría de las páginas están casi en blanco, con instrucciones para “dibujar un selfie” o “llenar esta página con lo que quieras” y afirmó que aunque “puede que no sea Moby Dick”, “The Pointless Book es una astuta muestra de merchandising».
Una secuela de The Pointless Book, The Pointless Book 2, fue lanzada al mercado el 26 de marzo de 2015 con un contenido similar. Se convirtió en el segundo libro de no ficción mejor vendido en su primera semana de lanzamiento.
Casi un año después, el 24 de marzo de 2016, Deyes sacó una autobiografía independiente,  The Scrapbook of my Life.
En 2017, Deyes anunció un tercer libro con el que concluía la serie The Pointless Book, y The Pointless Book 3 salió al mercado el 13 de julio de 2017.

### Música
Artículo principal: Band Aid 30
Deyes apareció en el sencillo de 2014 "Do They Know It's Christmas?" como parte del grupo benéfico estrella Band Aid 30 para recaudar dinero para los enfermos de ébola en África occidental.
Además formó parte de la “Youtube Boyband”, que recaudaba fondos para la organización benéfica Comic Relief.

## Negocios
Deyes es director de PointlessBlog Ltd y Pointless Holdings Ltd, junto a Dominic Smales (CEO def Gleam Futures, una compañía de gestión de talento digital).

## Críticas
En 2018, Deyes subió a su canal de Youtube un video llamado “Vivir durante 24 horas con 1£” cuyo objetivo es gastar solo 1£ durante un día completo. Recibió muchas críticas de su audiencia y de las redes sociales, que declaraban que el youtuber se estaba burlando de la pobreza ya que en el video fue a comprar ropa y siguió empleando objetos de lujo como su coche. Además, le dieron comida gratis tras reconocerlo. El 18 de junio de 2018, Deyes subió a su canal de vlogs un video titulado “Hablemos del video de 1£” en el que se disculpaba por el video anterior y afirmaba que en ningún momento había pretendido burlarse de la pobreza con él. Tras esto, borró el primer video de Youtube y donó todos los beneficios de este a la beneficencia.

## Vida personal
Deyes nació en Enfield, Londres. Su familia se mudó a Brighton, East Sussex cuando él solo tenía cuatro años. De los 11 a los 14 años hizo gimnasia deportiva. Estudió en un colegio de Brighton llamado Varndean School y posteriormente se trasladó a Varndean College, donde consiguió las notas que necesitaba para ir a la universidad. Pese a haber conseguido plaza, Deyes prefirió tomarse un año sabático y viajar. Por consecuente, al final de este año, decidió no ir a la universidad y continuar con su exitosa carrera en Youtube. 

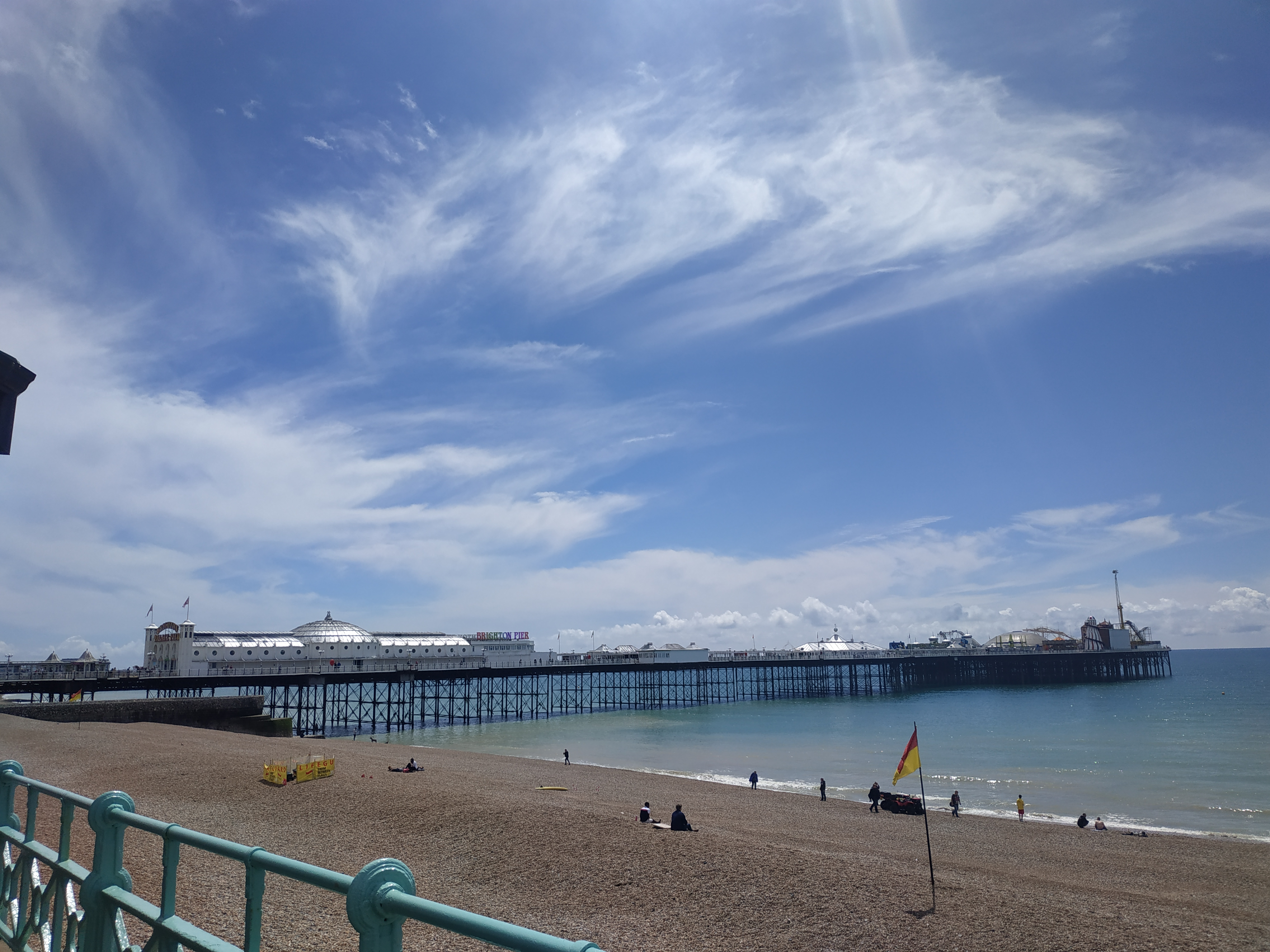
Brighton & Hove, Inglaterra

Desde octubre de 2012 sale con la estrella de Youtube Zoe Sugg, conocida públicamente como Zoella. A principios de 2013, Deyes se mudó a un piso en Londres con el youtuber Caspar Lee. En otoño de ese mismo año, Deyes se trasladó de nuevo a Brighton, mudándose finalmente con Zoe Sugg en octubre de 2014. Poco después de irse a vivir juntos, Deyes y Sugg compraron un carlino negro llamado Nala. En junio de 2017, la pareja se trasladó a una casa más grande, con 7 habitaciones. Esta fue adquirida en julio de 2015 y el proceso de renovación duró varios meses.
En marzo de 2021 anunciaron que estaban esperando su primer hijo. Su hija, Ottilie Rue Deyes, nació el 29 de agosto de 2021. Su segunda hija, Novie Nell Deyes, nació el 6 de diciembre de 2023.

## Premios y nominaciones
| Año  | Nominado                               | Premio                                         | Resultado | Ref           |
| ---- | -------------------------------------- | ---------------------------------------------- | --------- | ------------- |
| 2014 | "Ariana me maquilla" con Ariana Grande | Teen Choice Award por Choice Web Collaboration | Nominado  |               |
| 2015 | BBC Radio 1 Teen Awards                | Mejor vloguero británico                       | Nominado  | [ 47 ] [ 48 ] |
| 2015 | Nickelodeon Kid's Choice Awards        | Vloguero favorito de Reino Unido               | Nominado  |               |